# Klopinj
Klopinj (nemško Klopein) je naselje v Občini Škocjan v Podjuni v Okraju Velikovec na Koroškem v Avstriji.